# Antonibergkapelle
Die Antonibergkapelle befindet sich im Bad Reichenhaller Ortsteil Thumsee im ehemaligen Ortsteil Obernesselgraben, oberhalb des Antonibergtunnels am Ende der Staatsstraße 2101.
Die Kapelle steht unter Denkmalschutz und ist mit der Nummer D-1-72-114-222 in die Denkmalliste eingetragen.

## Lage

Brunnhaus Obernesselgraben mit Hochreserve

Im Nesselgraben befanden sich seit Anfang des 17. Jahrhunderts – lange bevor der Straßentunnel und die Standortschießanlage errichtet wurden – zwei Brunnhäuser der Soleleitung Bad Reichenhall – Traunstein – Rosenheim. Durch Wasserkraft angetriebene Pumpen beförderten die Sole aus der Saline in Bad Reichenhall nach oben in einen Hochbehälter, von wo sie, das natürliche Gefälle nutzend, durch hölzerne Deicheln zum nächsten Brunnhaus floss. Im Nesselgraben war der Höhenunterschied jedoch zu groß, weshalb hier zwei Brunnhäuser direkt hintereinander für den Weitertransport zur Filialsaline nach Traunstein sorgten. Nach Stilllegung der Soleleitung wurden die meisten Brunnhäuser abgerissen, im Nesselgraben sind heute keine Spuren der Anlage mehr zu finden.
Die Kapelle befindet sich heute etwa dort, wo sich früher auch der Hochbehälter des Brunnhauses Obernesselgraben befand, direkt oberhalb des Antonibergtunnels. Hier gabelt sich der Weg, der Soleleitungsweg führt weiter nach Weißbach an der Alpenstraße, der zweite Wanderweg führt über das Pfenniglandl zum Müllnerberg oder über den Weinkaser nach Schneizlreuth.

## Geschichte
In Karten um 1800 stand hier schon eine hölzerne Kapelle, die als Antonikapelle gekennzeichnet ist.
Die heutige Kapelle wurde vom Brunnwart Maximilian Strobel und dessen Ehefrau 1827 zu Ehren des heiligen Antonius neu errichtet. Eine Renovierung des Baus erfolgte 1957, das Dach wurde im Jahr 2000 erneuert.
In den 1960er Jahren wurde bei einem Einbruch die Statue des Antonius gestohlen. Sie wurde durch eine Gipsfigur ersetzt. Der Tabernakel aus Holz befindet sich im Heimatmuseum in Bad Reichenhall. Der Tabernakel trägt den Namen des Erbauers und den Zeitpunkt der Errichtung als Inschrift.
Die Kapelle steht unter Denkmalschutz.